# Antena omnidireccional

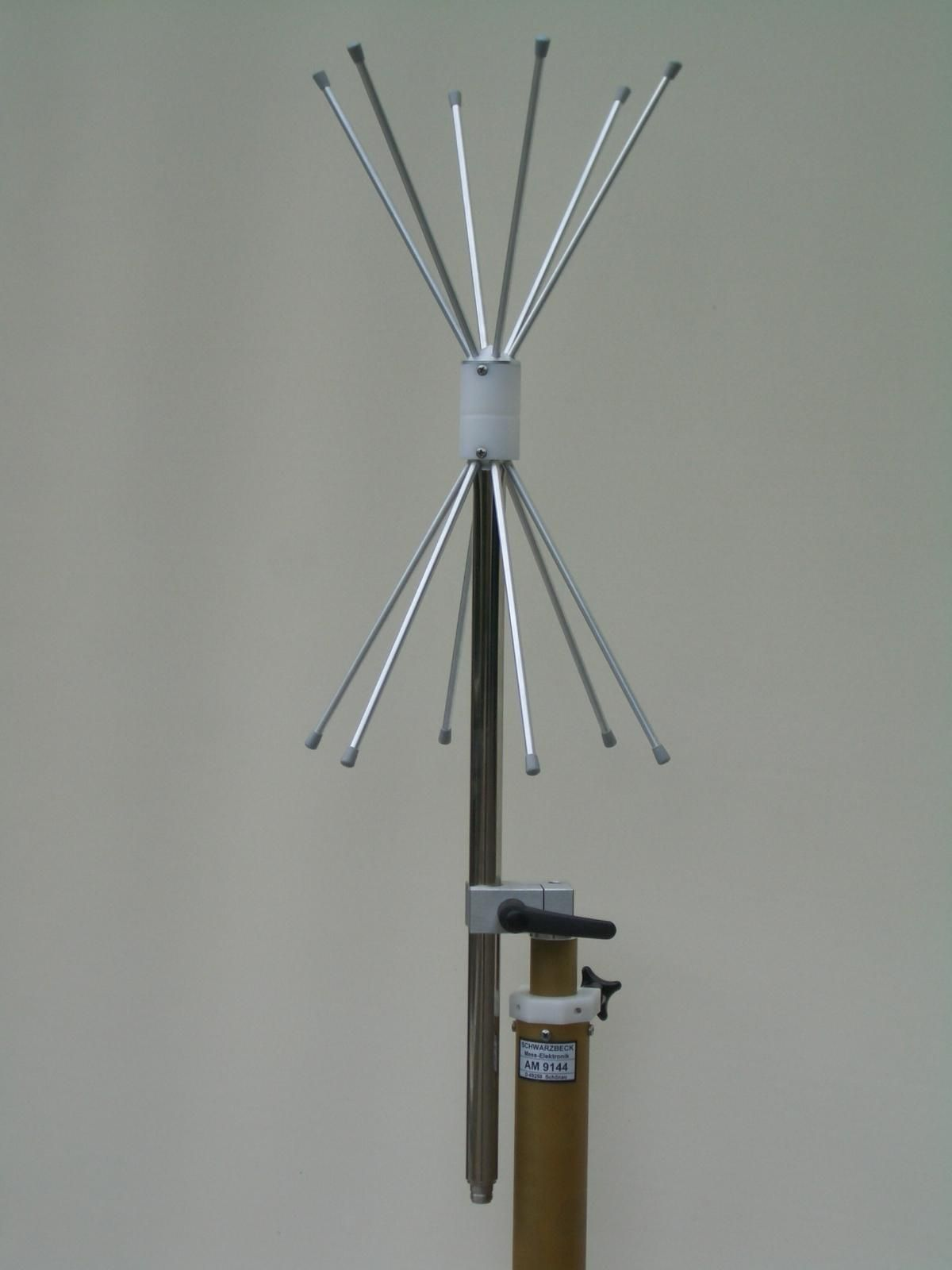
Antena bicónica con polarización vertical VHF-UHF con frecuencias de 170 – 1100 MHz y plano H omnidireccional.

Una antena omnidireccional es aquella antena que radia al espacio potencia de forma uniforme en todas las direcciones.
La única antena totalmente omnidireccional sobre un plano de 3 dimensiones es la antena isotrópica, una construcción teórica que se usa como antena de referencia para calcular la ganancia de una antena o la potencia efectiva que radia en los sistemas de radiofrecuencia (habitualmente emisores y receptores de telecomunicaciones). La ganancia de antena se suele definir como la eficiencia de la antena multiplicada por la directividad (D) y se suele expresar en decibelios.
Pero en realidad, en la práctica, se consideran y denominan también como antena omnidireccional a cualquiera antena que proporciona una radiación uniforme en uno de los planos de referencia. Usualmente este plano de radiación uniforme será el plano paralelo a la superficie de la Tierra.

## Ensamblaje de antenas omnidireccionales

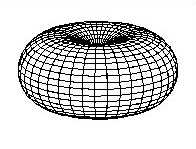
Diagrama de radiación de una antena dipolo de media onda vertical. En este gráfico en perspectiva tridimensional, la antena está en el centro y la distancia del gráfico desde el centro en cualquier ángulo es proporcional a la densidad de energía de las ondas de radio radiadas en ese ángulo por la antena. Esto se denomina antena omnidireccional.

En sentido práctico, se pueden ensamblar antenas omnidireccionales a través de líneas microstrip (OMA) o bien haciendo uso de agrupaciones de dipolos colineales. Estas agrupaciones están formadas por dipolos de media longitud de onda con un desfase suficiente para asegurar que todas las corrientes de los dipolos están en fase. Otra forma es con el uso de cables coaxiales colineares, las conocidos como antenas COCO